# Петров, Евгений Андреевич
Евге́ний Андре́евич Петро́в (21 декабря 1909, Санкт-Петербург — 21 апреля 1945, под Берлином) — командир 270-го гвардейского стрелкового полка 89-й гвардейской стрелковой дивизии 5-й ударной армий 1-го Белорусского фронта, гвардии подполковник, Герой Советского Союза.

## Биография

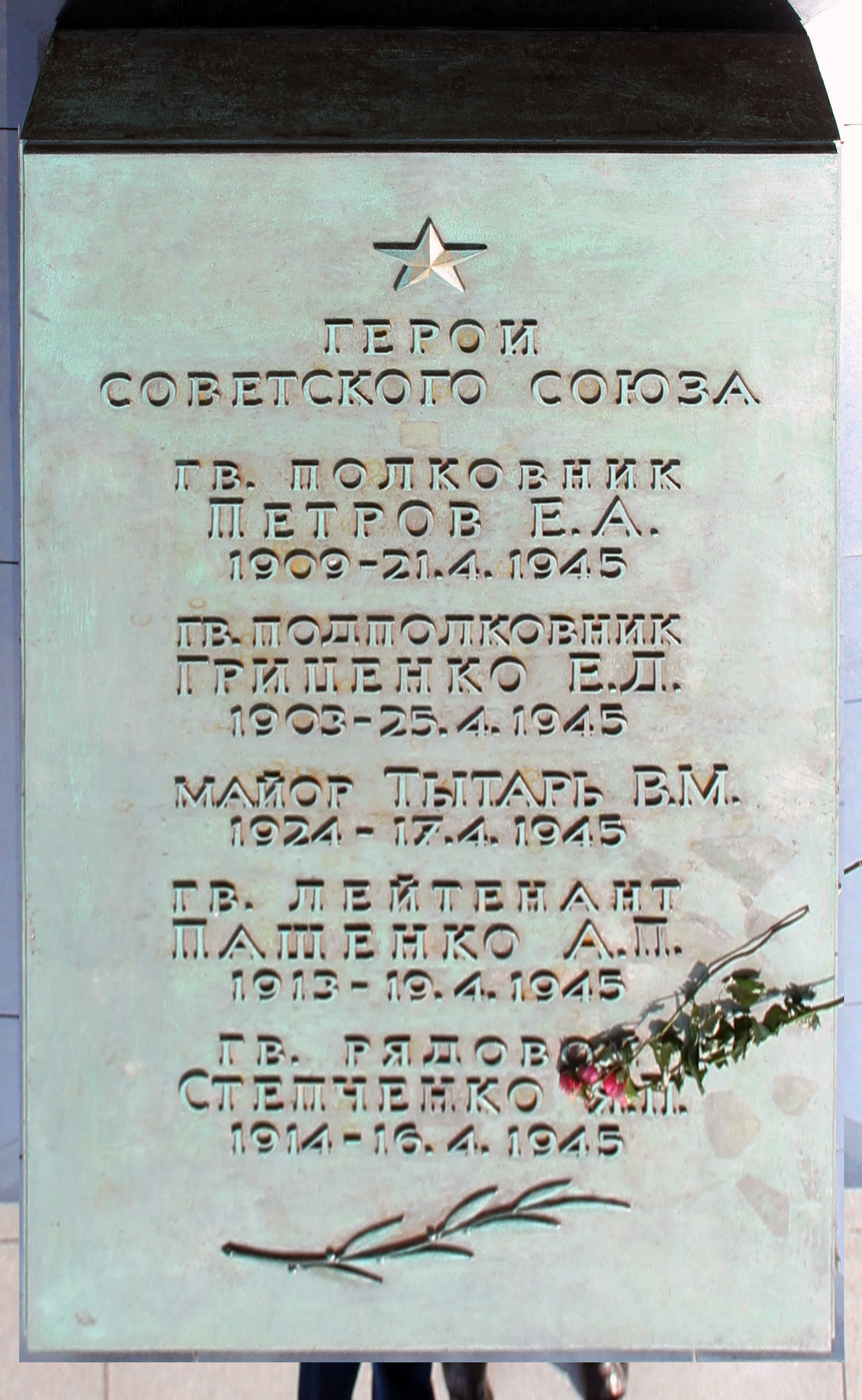
Плита с именем Е. А. Петрова на мемориале в Тиргартене

Родился 21 декабря 1909 года в семье рабочего. Русский. После окончания 5 классов работал в Москве.
В Красной Армии с 1930 года.
В 1932 году окончил Московское военное пехотное училище.
На фронтах Великой Отечественной войны с июня 1941 года.
В 1941—1942 годах командовал 333-м стрелковым полком 6-й стрелковой дивизии. Участвовал в успешной Елецкой наступательной операции и нескольких неудачных попытках наступления на Орел зимой 1941—1942 годов. С июля 1942 года в период прорыва немцев к Воронежу, когда 333-й полк попал в окружение, некоторое время числился пропавшим без вести. По документам вновь был объявлен живым и служащим в рядах РККА с 1943 года. В июле 1943 года получил ранение.
В 1944 году командовал 270-м гвардейским стрелковым полком 89-й гвардейской стрелковой дивизии. Осенью 1944 года был награждён медалью «За Боевые Заслуги» за выслугу лет и полководческим орденом «Александра Невского» за освобождение города Кишинева.
В период с 14 по 16 января 1945 года 270-й гвардейский стрелковый полк под командованием гвардии подполковника Е. А. Петрова прорвал на всю глубину сильно укреплённую оборону противника южнее Варшавы и сходу форсировала реку Пилица у деревни Буды-Михаловске в 12 км юго-западнее города Варка (Польша). Гвардии подполковник Петров, проявив личное мужество, в числе первых переправился на левый берег реки, со своими бойцами захватил и удержал переправу, которая дала возможность наступающим частям корпуса развить успех. Не давая противнику закрепляться на новых рубежах, гвардейцы Петрова продолжили его преследование и за два дня ожесточённых боёв прошли 30 километров, освободив при этом более 30 населённых пунктов.
Указом Президиума Верховного Совета СССР от 27 февраля 1945 года гвардии подполковнику Петрову Евгению Андреевичу присвоено звание Героя Советского Союза с вручением ордена Ленина и медали «Золотая Звезда».
Гвардии полковник Е. А. Петров погиб 21 апреля 1945 года.
Похоронен в Тиргартен-парке в Западном Берлине.